# موتور حاجی پرویز قلندرزهی
موتور حاجی پرویز قلندرزهی یک منطقهٔ مسکونی در ایران است که در دهستان بزمان واقع شده‌است.